# Back Street (film, 1941)
Pour les articles homonymes, voir Back Street.
Pour plus de détails, voir Fiche technique et Distribution.
Back Street est un film américain réalisé par Robert Stevenson et sorti en 1941.

## Synopsis
Dans les années 1900, Ray Smith, une jolie jeune femme indépendante vit à Cincinnati où elle a de nombreux prétendants. Elle rencontre Walter Louis Saxel, un banquier séduisant, et ils tombent amoureux, mais elle est choquée quand elle apprend qu'il est déjà engagé avec une autre femme.

## Fiche technique
- Réalisation : Robert Stevenson
- Scénario : Bruce Manning d'après le roman Back Street de Fannie Hurst
- Producteur : Bruce Manning
- Production : Universal Pictures
- Lieu de tournage : Universal Studios, Californie
- Image : William H. Daniels
- Musique : Frank Skinner
- Montage : Ted J. Kent
- Type : Noir et blanc
- Durée : 89 minutes
- Dates de sortie:
  - États-Unis : 4 février 1941
  - France: 23 octobre 1946
- Affiche : René Lefèbvre (France)

## Distribution
- Charles Boyer :  Walter Louis Saxel
- Margaret Sullavan :  Ray Smith
- Richard Carlson :  Curt Stanton
- Frank McHugh :  Ed Porter
- Tim Holt :  Richard Saxel
- Frank Jenks :  Harry Niles
- Esther Dale :  Mme Smith
- Samuel S. Hinds :  Felix Darren
- Peggy Stewart :  Freda Smith
- Nell O'Day :  Elizabeth Saxel
- Kitty O'Neil :  Mme Dilling
- Nella Walker :  Corinne Saxel
- Cecil Cunningham :  Mme Miller
- Marjorie Gateson :  Mme Adams
- Dale Winter :  Mlle Evans
- André Cheron (non crédité) : un serveur

## Récompenses et distinctions
- Frank Skinner est nommé pour la meilleure musique lors des Oscars du cinéma en 1942[1].